# 冠蓝鸦属
冠蓝鸦属（学名：Cyanocitta）属於雀形目鸦科，为新大陆松鸦，仅包含两个物种——冠蓝鸦和暗冠蓝鸦，分布区基本不重叠，体色均为蓝色，有顶冠，区别只在於颜色深浅。

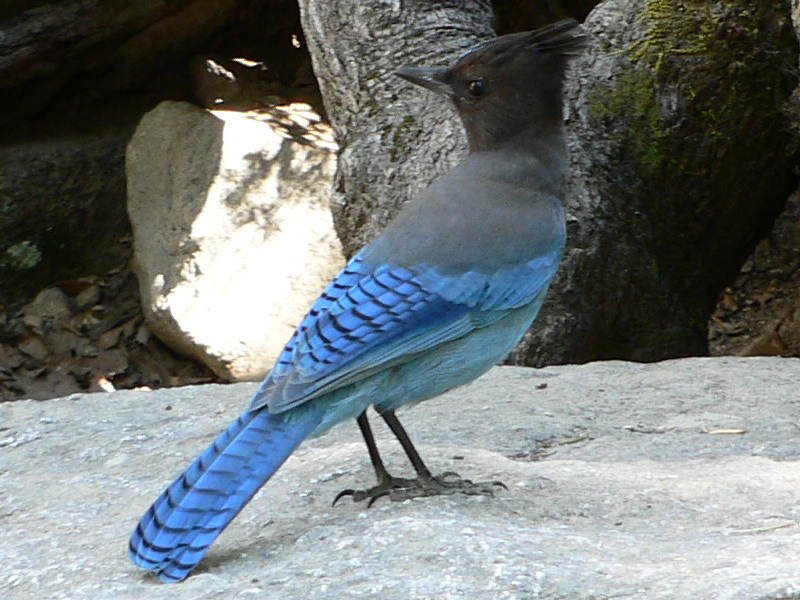
回头张望的暗冠蓝鸦，摄於優勝美地國家公園